# نجمان (حبيش)

تعديل مصدري - تعديل

نجمان هي إحدى قرى عزلة كومان بمديرية حبيش التابعة لمحافظة إب، بلغ تعداد سكانها 560 نسمة حسب تعداد اليمن لعام 2004.